# Biserica „Sfântul Nicolae” din Brăila
Biserica „Sfântul Nicolae” din Brăila este un monument istoric aflat pe teritoriul municipiului Brăila.
Biserica are planul în formă de navă cu altar semirotund. Stilul arhitectonic se caracterizează prin amestecul de elemente bizantine și gotice. Dimensiunile interioare maxime sunt 37x20m și 10,50m înălțime. Pictura este executată în cea mai mare parte de Petre Alexandrescu după  modelele Renașterii italiene și restaurată în două rânduri, în 1898-1900 și 1928-1932. Biserica Sf. Nicolae este amplasată pe locul unei  mai vechi biserici ce fusese construită  între anii 1835-1836 și care, fiind una din cele mai înalte clădiri din oraș, servea pompierilor drept turn de observație. Această primă construcție a ars în anul 1859 și pe locul ei s-a construit actuala biserică, între anii 1860-1865. Arhitectul sau constructorul bisericii nu este cunoscut.
Prima biserică, construită între anii 1835 - 1837 a fost mistuită de un incendiu în anul 1859. Surse din arhiva bisericii menționează realizarea actualei construcții în anul 1863 și se termină în anul 1865, an în care biserica este pictată de pictorul Petre Alexandrescu (absolvent al Academiei de Pictura din Roma, care realizase deja la acea dată pictura bisericii mănăstirii Antim din București) într-un stil de inspirație renascentistă italiană.